# Красноярський ВТТ
Красноярський ВТТ (рос. КРАСНОЯРСКИЙ ИТЛ, Краслаг) — виправно-трудовий табір, що діяв в структурі ГУЛАГ.
Організований 05.02.38 ;

на 01.01.60 — діючий.
05.11.52 з Краслага виділений Тугачинський ВТТ, який проіснував до 29.04.53.

## Підпорядкування і дислокація
- ГУЛАГ з 05.02.38;
- УЛЛП з 26.02.41, ГУЛЛП з 04.03.47;
- ГУЛАГ МЮ з 02.04.53;
- ГУЛАГ МВС з 28.01.54;
- ГУЛЛП з 02.08.54;
- ГУЛАГ МВС з 13.06.56;
- ГУВТК МВС СРСР з 27.10.56 ;
- МВС РРФСР з 01.12.57;
- ГСЛ МВС РРФСР з 05.02.58.

Дислокація: Красноярський край, м.Канськ ;

ст. Решоти

## Виконувані роботи
- лісозаготівлі,
- будівництво Канського гідролізного заводу,
- завершення будівництва переданих з Ангарського ВТТ лісовозних залізничних гілок,
- підсобні с/г роботи ,
- заготівля лижних болванок і виготовлення лиж,
- меблеве, швейне, взуттєве і гончарне виробництва,
- будівництво домобудівного цеху, залізничних і автодоріг,
- житлове будівництво, виробництво цегли,
- робота на тарному заводі,
- лісопиляння, шпалопиляння, дровозаготівля, вантажні роботи.

## Історія
Влітку 1941 року в Краслаг пригнали багатотисячний етап литовських громадян, в основному заарештованих 13-19 червня 1941 року. Чимала їх частина загинула в 1941–1942 роках. Тільки наприкінці 1942 і початку 1943 їх «оформили» особливою нарадою, тому багато з литовських громадян виявилися засуджені посмертно. Більшість отримало терміни від 5 до 10 років, а частина була засуджена до «ВМН» і розстріляна в Канській в'язниці.
У січні 1942 в Краслаг загнали кілька тисяч поволзьких німців. У них не було ні статей, ні термінів. Все це називалося «трудармія». Німців посадили в окремі зони. Німців випустили з Краслага в 1946, — зрозуміло, назад на заслання.
У 2-й половині 40-х рр. в Краслаг приходили етапи зі Львова та інших тюрем Західної України, в тому числі великі жіночі етапи. Були також великі етапи з в'язниць Мінська і Орші. У них також переважали політв'язні.
У 1949–1950 роках основну частину політв'язнів відправили з Краслага в «Особлаги»: Пєсчанлаг і Степлаг (у Казахстані). Однак і після цього в Краслаг потрапляли нові політзеки. Навіть після 1956 року там залишалися політв'язні.
До 1950 року через Краслаг пройшло понад 100 тисяч ув'язнених. Мабуть, не менше половини з них становили політв'язні.